# Округ Хикори (Мисури)
Хикори (енгл. Hickory County) је округ у америчкој савезној држави Мисури.

## Демографија
По попису из 2010. године број становника је 9.627, што је 687 (7,7%) становника више него 2000. године.
| Група             | 2000.         | 2010.         |
| Белци             | 8.675 (97,0%) | 9.278 (96,4%) |
| Афроамериканци    | 7 (0,1%)      | 25 (0,3%)     |
| Азијати           | 10 (0,1%)     | 16 (0,2%)     |
| Хиспаноамериканци | 68 (0,8%)     | 91 (0,9%)     |
| Укупно            | 8.940         | 9.627         |